# Szilasy János
Szilasy János (Bögöte, 1795. január 7. – Nagyvárad, 1859. november 4.) teológiai doktor, egyetemi tanár, nagyváradi kanonok és a Magyar Tudományos Akadémia tiszteleti tagja.

## Élete
Középiskoláit 1811-ig Szombathelyt és Sopronban járta; a bölcseleti tudományokat Szombathelyt végezte 1813., hol a növendékpapok közé soroztatott. Mint bölcselethallgató megtanulta a francia és a görög nyelvet. A teológia tanulása végett Pestre küldetett, hol néhány horvát és szlovák növendéktársának latin nyelven magyar grammatikát írt. Szép haladást tanúsított a héber, arab, szír és káldeai nyelvek grammatikájában. 1817. augusztus 29. teológiai doktorrá avatták, 1821. pedig misés pappá szentelték. Végezve tanulását Nagy Ignác és Sándor mellett Sopronban nevelői állást viselt; egy év mulva püspöke által a szombathelyi papnevelőbe tanulmányi felügyelővé hivatott meg; e mellett segédlelkészi minőségben is működött. 1819. ugyanott a keresztény erkölcs-, lelkipásztorkodás- és neveléstudományok tanárává neveztetett ki, egyszersmind a növendékpapságnak az egyházi szónoklatban s a kateketikában oktatója volt. 1824. az olasz nyelv tanulásához fogott. 1827. a szombathelyi szentszék közbirájának, 1828. zsinati vizsgálónak, 1830. november 27. pedig a Magyar Tudós Társaság igazgatósága által a bölcseleti osztályban vidéki rendes tagnak neveztetett ki. 1836. a pesti tudományegyetemnél a lelkipásztorkodás rendes tanára lett, és ezt a hivatalát 1851-ig viselte; közben a teológiai karnak háromszor dékánja volt. Tudományos célból beutazta 1883. Olaszország nagy részét, 1839. Stájerországot, 1842. Ausztriát, 1843. Bajor- és Németországot, 1844. meglátogatta Brünn, Prága, Drezda, Lipcse, Berlin, Magdeburg, Hamburg, Göttingen, Jéna s egyéb városok nevezetességeit; 1845-ben Anglia és Franciaország nagy részét. 1851-ben nagyváradi kanonokká neveztetett ki. 1858. a Magyar Tudományos Akadémia tiszteleti tagja lett.

## Munkái
- 1. A nevelés tudománya. Buda, 1827. Két kötet.
- 2. Kresznerics Ferencz élete. Pest, 1832. (Különny. a Tudom. Gyűjteményből).
- 3. A lelkipásztorság tudománya. Buda, 1842. Három kötet. Első kötet (A budapesti egyetem theologiai kara által 250 ezüst frttal jutalmazva. 2. kiadás. Lelkipásztorságtan cz. Pest, 1846. Márki József is adott ki egy kis Neveléstant Sz. munkájából. Pest, 1844.).
- 4. Memoriam viri mentis et animi dotibus illustris Ladislai Vas, abbatis B. M. V. de Batta etc, die mortis anniversaria, seu 24. Martii 1844. recolit. Uo.
- 5. Gyászbeszéd József főherczeg nádor és királyi helytartó felett. Buda, 1847.
- 6. Fejér György életrajza. (Függelékül munkáinak jegyzéke). Pest, 1853. (Különny. az Új M. Múzeumból).
- 7. Philosophiai tanulmányai. A szerző arczk. és életrajzával. Uo. 1856. (Toldy Ferencz által kiadva).

Kéziratai az Egyetemi Könyvtárba kerültek.
Cikkei a Tudom. Gyűjteményben (1831. Masillon írása és akadémiai köszönő beszéde), az Akadémiai Évkönyvben (I. 5. Emlékbeszéd Kresznerics felett, Az ember iránya, IV. 8. Óhajtások a philosophiára nézve hazánkban, VII. 11. Küzdelem és tájékozás a philosophiában); az Akadémiai Értesítőben (1844. Gyászbeszéd Filinger Leopold felett, 1847. Gyászbeszéd Kopácsy József felett); a Religio és Nevelésben (1847. Miként lehetne a nevelést hazánkban előmozdítani s mintegy nemzetiebbé tenni); az Új M. Múzeumban (1859. II. Nemzeti és egyéni fejlődés); egyházi beszéde (a Szalay Imre Egyházi beszédek gyűjteményében I. 1832.).